# Tuscumbia (Alabama)
Tuscumbia – miasto w Stanach Zjednoczonych, w stanie Alabama, stolica hrabstwa Colbert, położone nad rzeką Tennessee.

## Demografia
W 2008 liczyło 8322 mieszkańców. W 2023 liczba mieszkańców wzrosła do 9169 osób, a gęstość zaludnienia do 485,1 osoby/km².

## Nazwa
Nazwa nadana w 1822 roku pochodziła od imienia wodza Czirokezów.